# George Lewis (Posaunist)

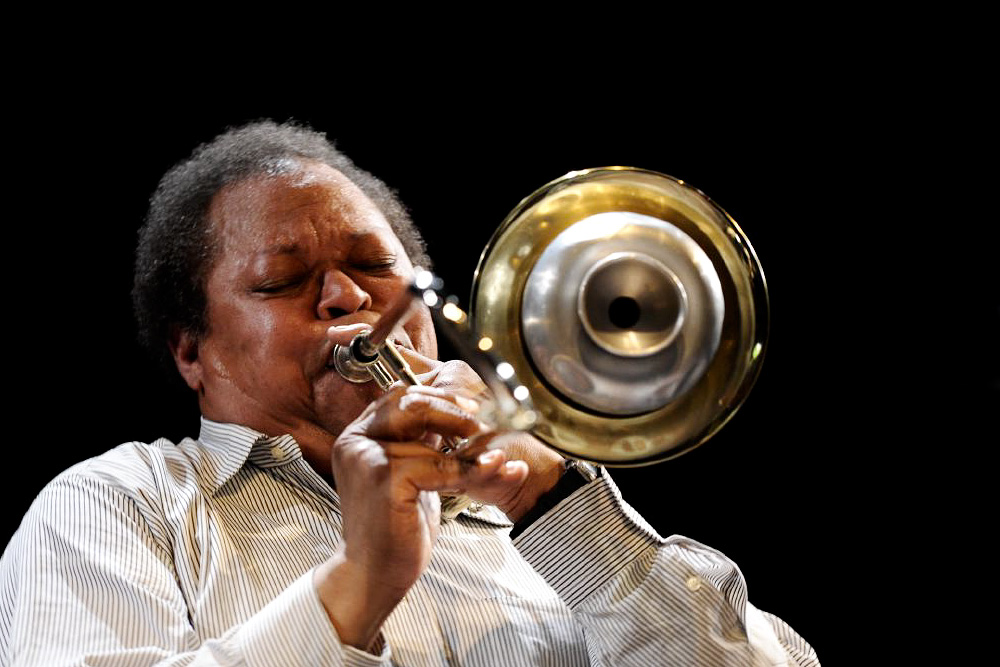
George Lewis, moers festival 2009

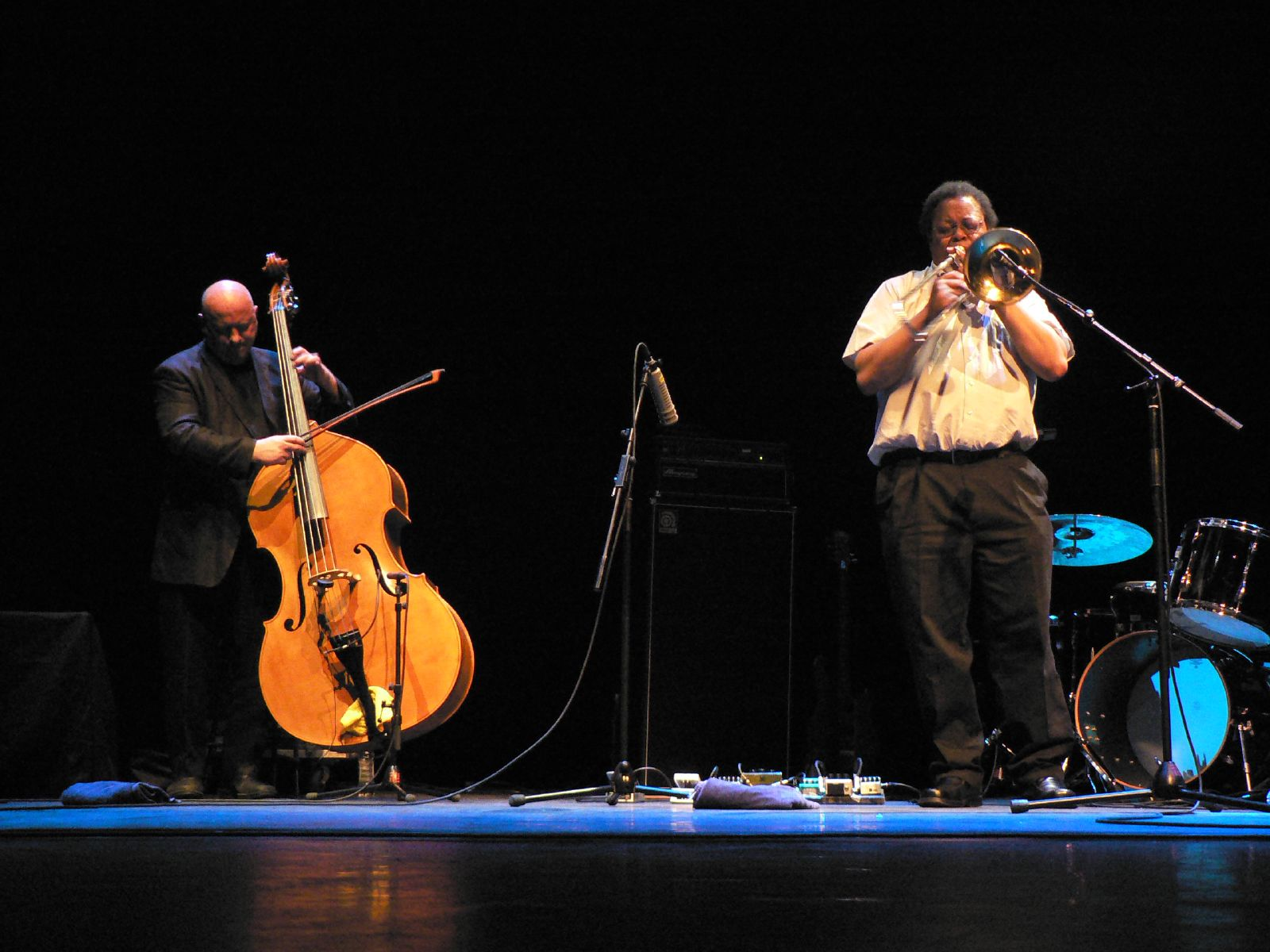
Gavin Bryars (Bass) und George Lewis

George E. Lewis (* 14. Juli 1952 in Chicago, Illinois) US-amerikanischer Posaunist aus dem Bereich des Avantgarde-Jazz und Edwin-H.-Case-Professor für Musik an der Columbia University in New York. Lewis ist auch als Komponist im Bereich der Computermusik tätig, spielt elektronische Instrumente, Sousaphon und Tuba und ist an Kunst-Installationen beteiligt.

## Leben und Werk
Dank eines Schülerstipendiums für die von John Dewey konzipierten Laboratory Schools an der University of Chicago erhielt Lewis trotz seiner armen Herkunft einen guten Unterricht, wo er u. a. auch Deutsch erlernte.
Seit dem Alter von 9 Jahren spielt Lewis Posaune; er spielte in Schülerbands zum Teil gemeinsam mit seinem Jugendfreund Ray Anderson. In Yale studierte Lewis Philosophie (B. A.) und spielte während dieser Zeit im Sextett von Anthony Davis. 1971 nahm er Unterricht an der Schule der Association for the Advancement of Creative Musicians (AACM), u. a. bei Muhal Richard Abrams. 1976 spielte er in der Big Band von Count Basie. Anschließend wurde er mit Mitglied im Anthony Braxton Quartet, mit dem er auch im Duo und im Orchester Platten aufnahm und 1976 bei den Wildflowers Loft-Sessions mitwirkte. Sein Album News for Lulu mit John Zorn und Bill Frisell mit ihrem Spagat zwischen Bebop und Free Jazz ist eine weitere Wegmarke. Andere wichtige Aufnahmen entstanden mit Evan Parker, Derek Bailey, Dave Holland, Randy Weston, Heiner Goebbels, Irène Schweizer und dem Globe Unity Orchestra. Zu hören war er auch auf Barry Altschuls Album You Can’t Name Your Own Tune (1977). Lewis war auch mit Gil Evans auf Tournee in Japan und Europa.
Lewis hat mehr als 120 Kompositionen veröffentlicht. Er führte seine "interdisziplinären Kompositionen" und seine "interactive music videos", die unterschiedliche Ausdrucksformen des Theaters mit den Möglichkeiten der Videokunst und der Technik der Computermusik verbinden, in Ost- und West-Europa, Nordamerika und Japan auf. Zu seinen Kompositionen für Computer improvisiert Lewis zum Teil auf der Posaune. Seine Intermedia-Installationen wurden in der Randolph Street Gallery in Chicago und im Pariser Musee de la Villette ausgestellt. Auf der 6. Internationalen Konferenz New Interfaces for Musical Expression (die im Juni 2006 im IRCAM, Paris, stattfand) hielt Lewis einen der Hauptvorträge.
Nach Lehrtätigkeiten an der University of California, San Diego, dem Mills College, dem Art Institute of Chicago und der Simon Fraser University wurde er 2004 an die Columbia University in New York City berufen. 2007 wurde Lewis der Leiter des „Center for Jazz Studies“ an der Columbia University.
George Lewis ist mit der Koto-Spielerin Miya Masaoka verheiratet und hat mit ihr einen Sohn.

## Preise und Auszeichnungen (Auszug)
Lewis erhielt 2002 den MacArthur-Preis für kreative Leistungen, den „Genius Grant“ (500.000 Dollar). Lewis gewann in der Kategorie „inter-arts“ von der National Endowment for the Arts (nationale Kulturstiftung der USA). 2012 erhielt er den SEAMUS Award. 2025 teilte er sich mit Trickster Orchestra in den WDR Liminal Music Prize für musikalische Grenzüberschreitungen.
2015 wurde Lewis in die American Academy of Arts and Sciences gewählt, 2016 zum auswärtigen Mitglied der British Academy und 2018 in die American Academy of Arts and Letters.

## Aufnahmen (Auswahl)
- The Recombinant Trilogy (2021)
- George Lewis & Splitter Orchestra: Creative Construction Set™ (2017)
- The Shadowgraph Series: Compositions for Creative Orchestra (Spool, 2003)
- Endless Shout (Tzadik, 2000)
- Conversations (Incus, 1998)
- The Usual Turmoil and Other Duets (Music & Arts, 1998) mit Miya Masaoka
- Transition & Transformation (Nine Winds)
- Changing With The Times (New World, 1993) mit Bernard Mixon
- Chicago Slow Dance (1977) (Lovely Music, 1981)
- Homage to Charles Parker (Black Saint, 1979)
- Solo Trombone Album (Sackville, 1976)

## Veröffentlichungen
- Improvised Music after 1950: Afrological and Eurological Perspectives. Black Music Research Journal 16 (1996): 91–122.
- Too Many Notes: Computers, Complexity and Culture in Voyager. In: Leonardo Music Journal 10 (2000): 33–39.
- Experimental Music in Black and White: The AACM in New York, 1970-1985. In: Current Musicology 71–73 (spring 2001–spring 2002): 100–157.
- Afterword to „Improvised Music after 1950“ In: Daniel Fischlin & Ajay Heble (Hrsg.) The Other Side of Nowhere. Jazz, Improvisation, and Communities in Dialogue Wesleyan University Press, Middletown CT, 2004, ISBN 0-8195-6681-0, S. 163–172.
- A Power Stronger Than Itself: The AACM and American Experimental Music. University of Chicago Press, Chicago 2008, ISBN 978-0-226-47695-7.
- Acht schwierige Schritte zur Dekolonisation der Neuen Musik Outernational # 14, 2021